# Parlament von Gabun

Wappen von Gabun

Das Parlament von Gabun (französisch: Parlement du Gabon) ist ein Zweikammersystem und besteht aus:
- Dem Senat (Oberhaus)
- Der Nationalversammlung (Unterhaus)

Gabun hatte nach seiner Unabhängigkeit zuerst ein Einkammersystem, bei dem die Nationalversammlung mit dem nationalen Parlament identisch war. 1997 wurde schließlich der Senat als zweite Kammer eingeführt.  